# Jacquie et Michel
Jacquie et Michel est une marque de la société américaine JetM Technology Solutions (LLC),, exploitée par un groupe d'entreprises et principalement associée à plusieurs sites internet pornographiques, dont des services de vidéo à la demande (VàD). Le groupe contrôle aussi des sex-shops portant son nom, et le magazine papier Hot Video. Il est présent dans l’événementiel (soirées en discothèques) et commercialise des produits dérivés.
Jacquie et Michel a commencé de manière amateur et s'est professionnalisé par étapes, avec notamment le dépôt de la marque en 2004. 
En 2007 est lancé Jacquie et Michel TV, aujourd'hui le site le plus populaire du groupe. 
Le groupe aurait généré 25 millions d'euros de chiffre d'affaires en 2017,, possède une trentaine de sites internet, emploie une vingtaine de salariés et une soixantaine de personnes au total en comptant les producteurs travaillant en partenariat avec lui, les gérants de boutiques, les organisateurs de soirées, etc.,.
En décembre 2016, les propriétaires de la marque Jacquie et Michel rachètent le magazine Hot Vidéo et le groupe s'impose comme un des deux poids lourds de l’industrie pornographique française. Le rachat de Colmax en novembre 2019 lui permet d'être présent dans tous les plus gros bouquets de télévision par abonnement.
Le groupe, qui a rendu sa marque très populaire en s'appuyant sur le fantasme d'un libertinage consenti, fait l'objet de polémiques en raison de son opacité juridique et des pratiques violentes de certains des producteurs indépendants dans les vidéos qu'il diffuse. Il fait l'objet d'une enquête judiciaire en juillet 2020 pour proxénétisme et viol. En juin 2022, l'ancien propriétaire du site, Michel Piron, est mis en examen pour « complicité de viols et complicité de traite d'êtres humains». En novembre 2024 sa mise en examen est annulée par les juges d'instruction, il passe sous le statut plus favorable de témoin assisté et n'est plus poursuivi.
Annoncé comme ayant été repris par un groupe américain, le journal Le Monde révèle en juillet 2025 que par un enchevêtrement de sociétés dans divers pays, le nouveau propriétaire final est en réalité le groupe tchèque WGCZ appartenant au français Stéphane Pacaud.

## Historique
La présentation de l'histoire de la marque a évolué au fil des ans. 

### La légende de Jacquie
C'est en 1999 que le premier site de Jacquie et Michel voit le jour. Michel Piron, un instituteur d'origine toulousaine,, habitant alors Odos,,, met à profit sa formation de webmaster pour mettre en ligne un site photos de voyages en 1999 qui se transforme ensuite par hasard[évasif] en un site de contributions photos érotiques. En 2004, la marque « Jacquie et Michel » est déposée à l'Institut national de la propriété industrielle (INPI),,.
En 2005, Michel Piron quitte l'Éducation Nationale. Selon les premières versions de l'histoire communiquées au public, il lance ses sites internet avec Jacquie, qui est présentée jusqu'en 2014 comme son épouse, elle aussi institutrice et libertine. Par la suite, « Jacquie » est présentée comme une simple rencontre éphémère. L'épouse réelle de Michel Piron, Araceli, est présentée tantôt comme « Présidente de la société à sa création », tantôt comme sans aucun rôle dans la création de l'entreprise. Celle-ci indique « s'être retirée de l'activité » en 2013. Le groupe, initialement présenté pour des raisons de marketing comme créé par un couple libertin, est piloté par Michel Piron et son fils jusqu'en 2024,, rejoints un temps par un associé qui revendra ses parts en 2020. En 2024, la marque et les sites web sont vendus à un fonds américain.

### Un site de vidéos
Vers 2007, avec la démocratisation de l'accès à internet à haut-débit dans les foyers français, l'entreprise lance un site de vidéos. Des amateurs libertins ou échangistes contactent le site qui leur trouve un ou plusieurs partenaires sexuels, l'acte est filmé par une des équipes de Jacquie et Michel. Ensuite, Jacquie et Michel ouvrent des dizaines de sites internet liés à la pornographie (rencontre, webcams, sextoys, visio, etc.). Sur les sites de vidéos, les internautes peuvent regarder un extrait gratuit, et doivent payer pour visionner le reste d'un film, ou entrer en contact avec les actrices.
À partir des années 2010, la marque a de plus en plus souvent recours à des interprètes rémunérés, et en 2015, deux tiers des actrices reçoivent un cachet ; les films postés par les amateurs sont remplacés par des films scénarisés, même si les actrices rémunérées continuent à être présentées comme « la voisine d'à côté ». Le site historique de 1999, qui n'avait pas évolué depuis sa création, connaît une refonte graphique en 2014.
En 2012, la marque est transférée à la société Tawenda (renommée Arès ensuite).
En 2014, on estime qu'il y aurait une dizaine de personnes qui parcourent la France afin de réaliser les vidéos postées sur le site, en moyenne, 500 vidéos par an.
Les deux tiers des vidéos du site sont réalisées avec des actrices semi professionnelles qui souhaitent se lancer dans l'industrie du X. En Europe, l'industrie pornographique rémunère les actrices entre 250 et 600 € par vidéo tandis qu'aux États-Unis, les tarifs varient entre 400 et 1 000 €,,.

### Montée de gamme
En 2015, le groupe diversifie son activité en se lançant également dans les films scénarisés à moyen et gros budgets avec Jacquie et Michel Elite,.
Fin 2017, deux ans après la création de son studio J&M Elite, le groupe annonce via son journal La Voix du X avoir été nommé aux AVN Awards, cérémonie se déroulant à Las Vegas qui récompense les meilleures productions pornographiques mondiales.
En janvier 2019, le label sort un film intitulé La casa de Michel, une parodie pornographique d'une célèbre série espagnole, La casa de papel. Cette parodie est diffusée par Canal+.
En janvier 2020, ce film, produit via Jacquie et Michel Elite, remporte le titre de meilleur film étranger de l'année aux XBIZ Awards.
En septembre 2021, la marque remporte le prix du meilleur studio de l'année, l'un des très nombreux prix attribués par l'évènement XBIZ Europa Awards dont il est co-sponsor.

### Réseau de boutiques

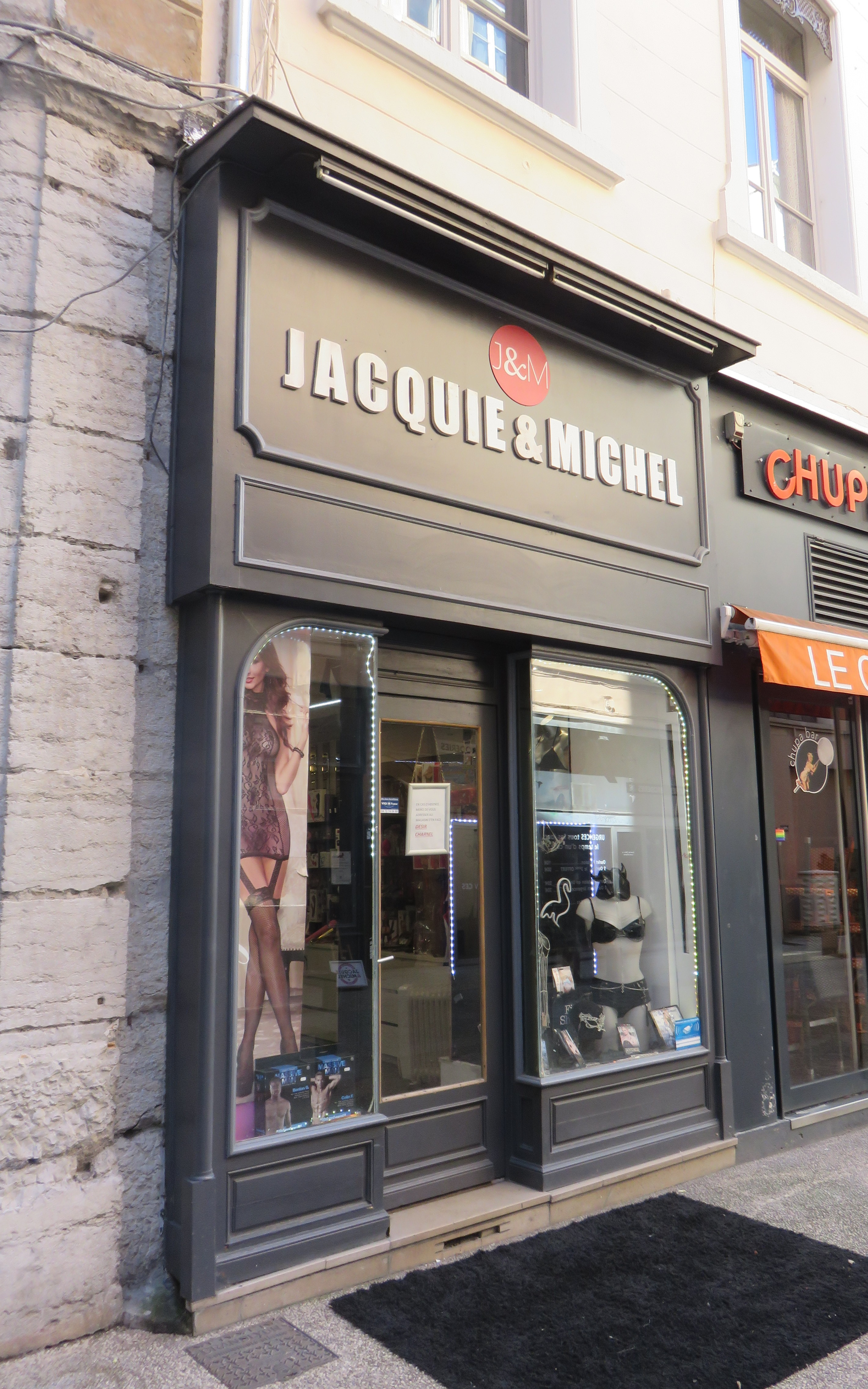
Une boutique Jacquie et Michel à Lyon.

Jacquie et Michel développent un réseau de sex-shops depuis 2015, avec des ouvertures successives à Paris dans le 14e arrondissement, puis dans diverses villes, avec une treizième boutique de la marque s'ouvre à La Réunion (2019).

### Magazines
En 2015, la marque lance en toute discrétion un magazine en ligne La Voix du X pour défendre sa vision du porno et régler ses comptes avec les médias l'ayant attaquée. La paternité, initialement niée par la marque, est confirmée par des rédacteurs sollicités pour participer au magazine,.
Le 30 septembre 2016, la marque lance son magazine papier. La marque revendique entre 25 000 et 27 000 ventes pour le premier numéro.
Après le rachat du magazine Hot Vidéo, dont les ventes s'élèvent à approximativement 11 000 exemplaires pour chaque numéro mensuel, le groupe en continue également la publication,.

### Des produits dérivés en grande surface

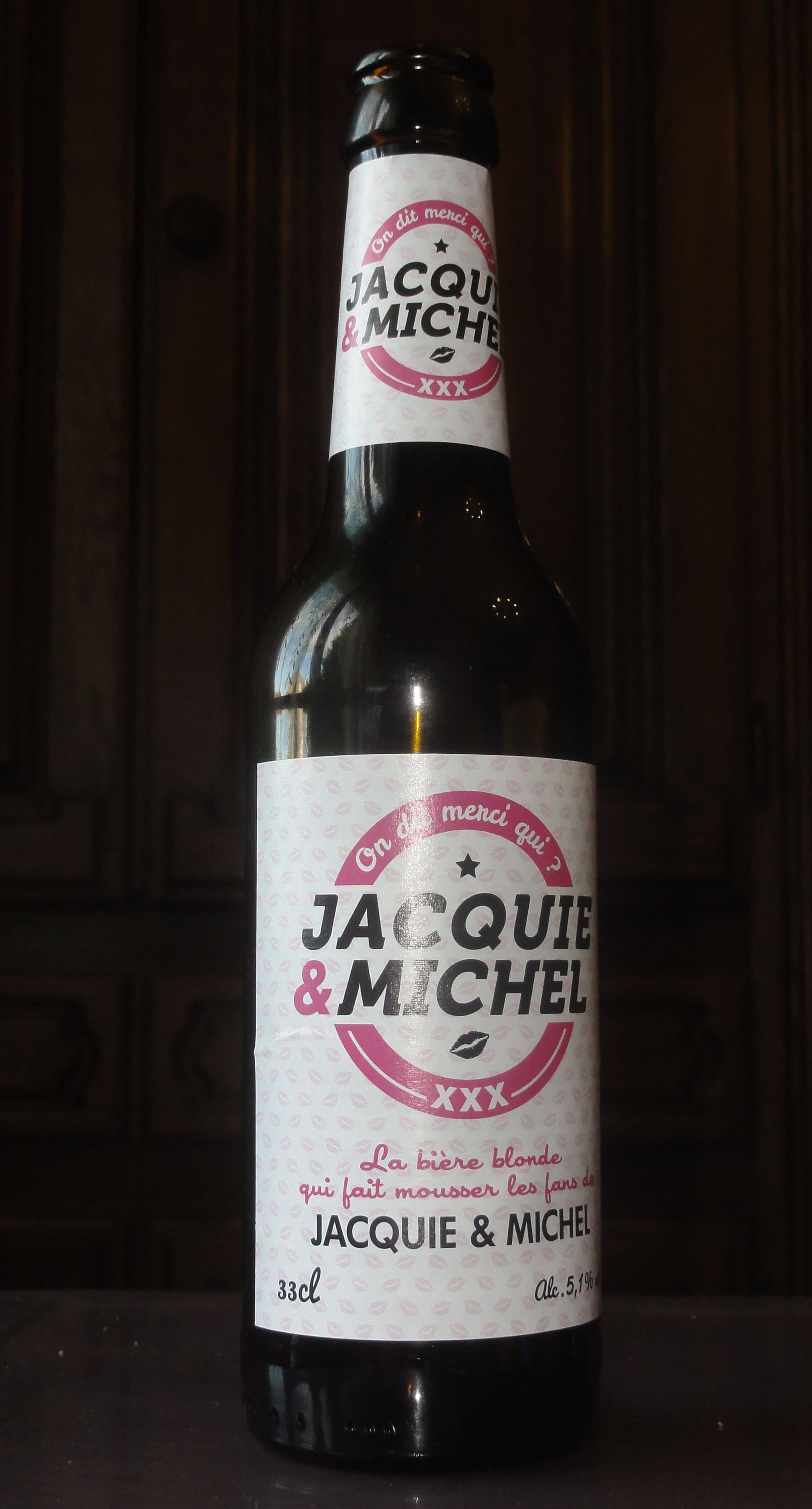
Bière Jacquie et Michel.

En 2017, des produits dérivés de la marque (housse de couette, bières, boxers, chaussettes...) sont distribués dans des grandes surfaces comme E.Leclerc, Auchan et Cora,,,.

### Autres

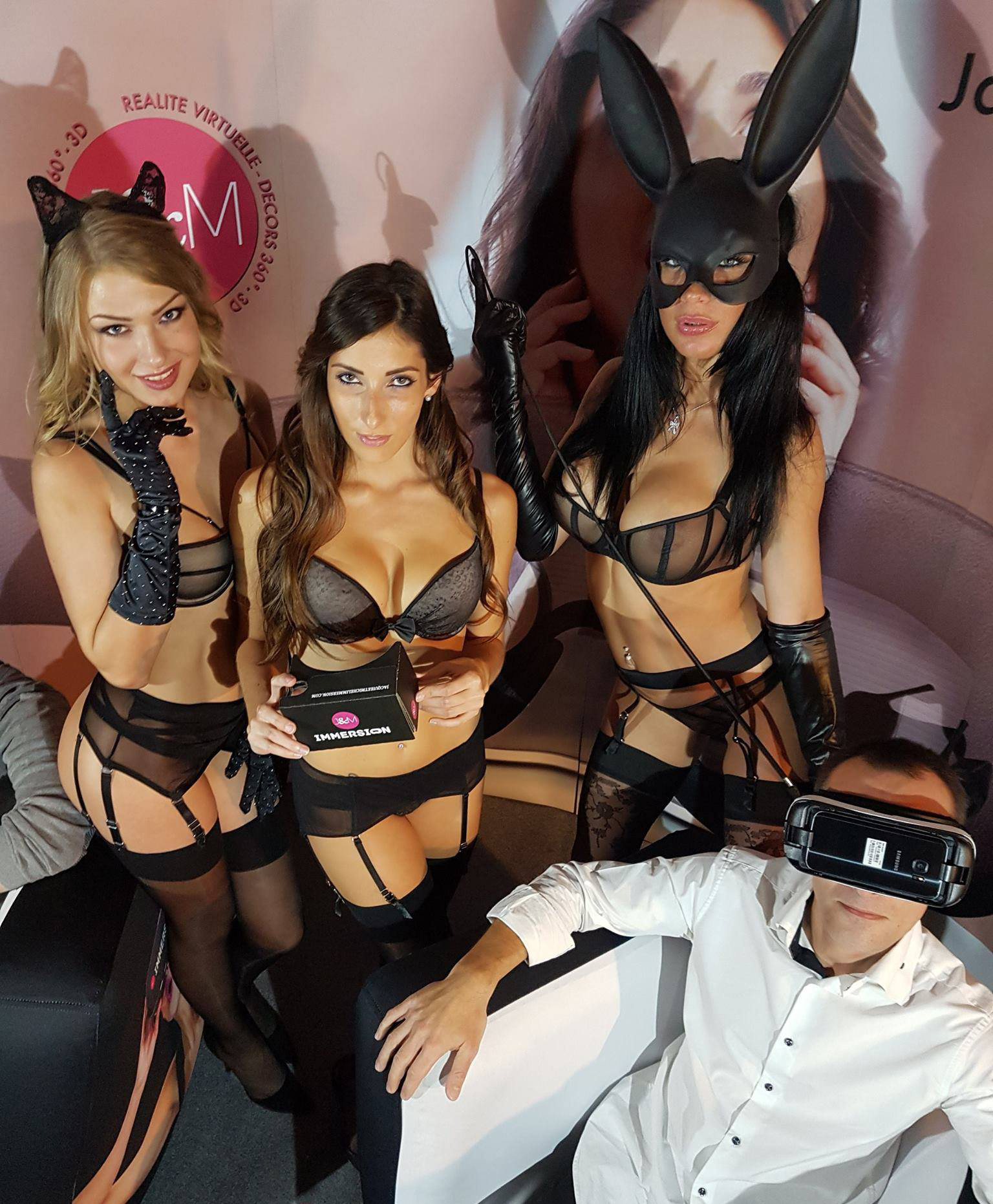
Stand J&M Immersion au salon de l'érotisme de Rouen. Le visionnage s'effectue à l'aide d'un smartphone placé dans un boîtier.

Le 31 août 2015, J&M lancent Jacquie et Michel Immersion, un site pornographique de films à réalité virtuelle.

## Modèle économique

### Structures exploitantes
Les structures juridiques exploitant la marque sont relativement opaques. Un avocat indique l'existence d'un réseau d'entreprises comportant plusieurs structures de production, de diffusion, ainsi que des holdings. Jusqu'en 2024, la société Arès, dirigée par Michel Piron et son fils (DG jusqu'en 2022 puis Président jusqu'en 2024), exploite des droits de la marque et est éditrice du site principal avant que l'ensemble ne soit revendu à un fonds américain qui crée alors la société JetM Technology Solutions (LLC), immatriculée au Delaware, pour exploiter la marque et diversifier les contenus pour toucher une audience internationale. Certaines plateformes sont pilotées depuis les États-Unis, d’autres depuis le Canada, Chypre ou encore la Hongrie.
Un américain, Kevin Mellow, a été nommé directeur de la publication.
Toutefois, toutes les activités de la marque ne sont pas exploitées par le groupe. Ainsi, le site de rencontres Jacquietmichel-contact, créé en 2015, est racheté en 2018 par la société 2L Multimedia, qui gère de nombreux autres sites dont easyflirt.

### Promotion de la marque
La publicité pour les sites internet pornographiques étant interdite à la télévision française, la marque a mis en place des modèles de promotion permettant le contournement de cette interdiction. 

#### Promotion par le slogan

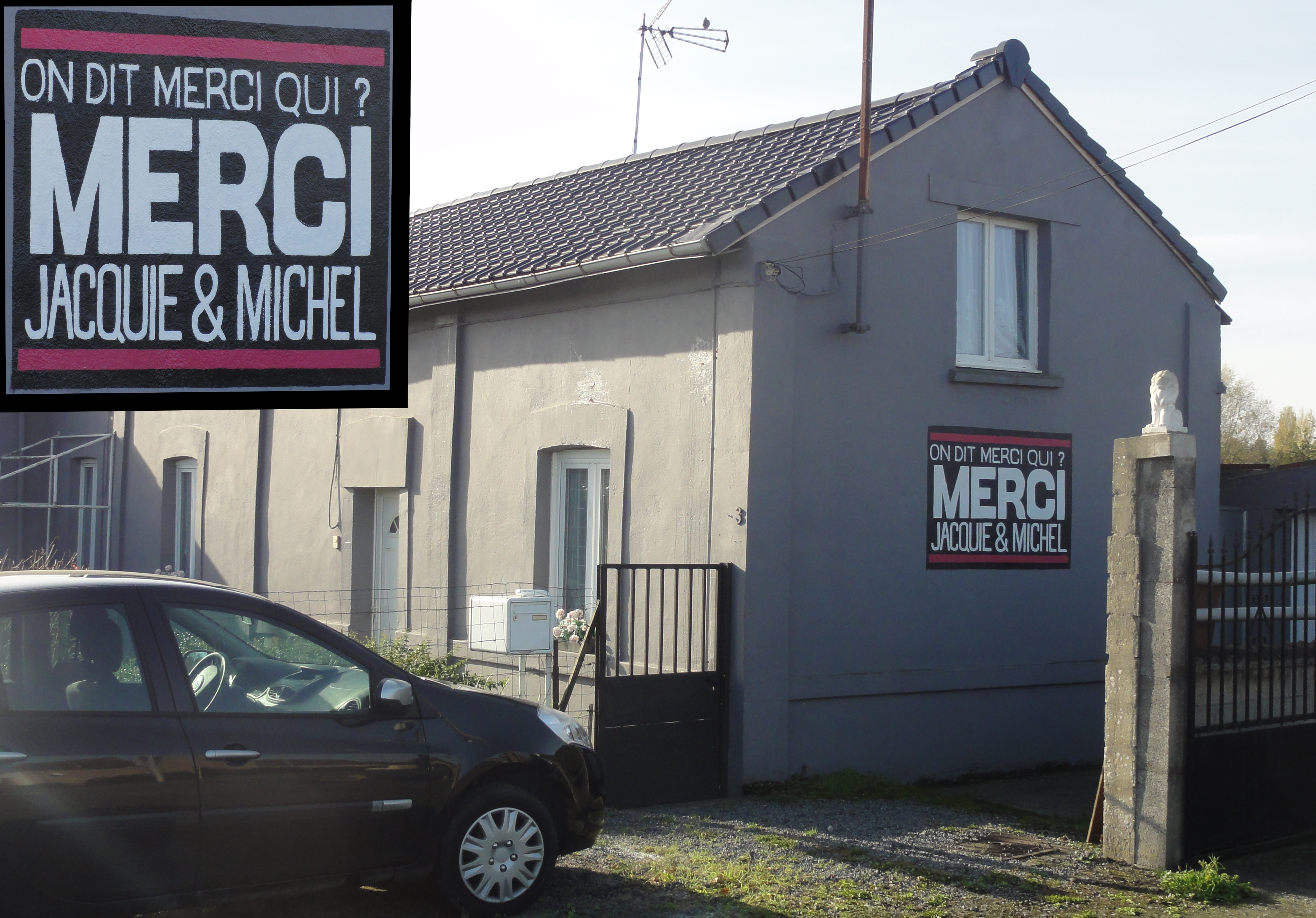
Fin octobre 2017 à Somain, l'actrice Thérèse Dune fait peindre sur la façade de sa maison le slogan « On dit Merci qui ? Merci Jacquie et Michel ».

Le groupe impose aux actrices, de répéter à plusieurs reprises le slogan de la marque « On dit Merci qui ? Merci Jacquie et Michel » lors des tournages. Ce gimmick est devenu populaire au-delà du cercle d'initiés,,. Il sert aussi de watermark sonore quand les vidéos se font pirater,. Dans les stades de football, certains supporters ou équipes brandissent des banderoles affichant le slogan du site, des artistes tels que Seth Gueko, n'hésitent pas à l'utiliser pour faire leur publicité. Le slogan est aussi repris par l'opérateur Free dans sa campagne de communication afin de faire réagir le public,,.

#### Promotion par le scandale
Pour asseoir sa notoriété, la marque provoque de nombreux buzz et scandales, et attire elle-même l'attention de la presse, qui relaye alors à moindre frais les scandales ainsi provoqués. Elle fait par exemple « fuiter » un lieu de tournage pour attiser les réactions locales. Les controverses engendrées s'appuient sur des lieux de tournage supposés ou réels, et font intervenir des actrices se faisant passer pour des personnes liées au lieu : vidéo présentée comme tournée en région parisienne, avec une actrice se faisant passer pour une surveillante scolaire en 2013 (le film est retiré du site à la suite de menaces de plainte du proviseur pour atteinte à l'image de l'établissement),, ; vidéo mettant en scène une femme se disant éleveuse de poulets à Loué en 2014, et s'avérant être une actrice ; vidéo tournée sous les arches du pont du Gard en juillet 2015 alors que le site est classé au patrimoine mondial de l'UNESCO ; vidéo tournée dans une friterie à Arlon (en Belgique) en 2015 où le propriétaire, après avoir menacé de porter plainte, se ravise en voyant l'augmentation de la fréquentation de son commerce et décide de surfer sur la vague en créant deux burgers à l’effigie de la marque.
C'est le même schéma qui est mis en œuvre lorsqu'elle annonce sponsoriser une rencontre de rugby,, et que ce sponsoring est ensuite rejeté par la Ligue Nationale de Rugby, qui l'estime incompatible avec le public familial fréquentant le stade.
C'est cette communication qui lui permet d'être reprise par certaines personnalités comme Cauet ou Joey Starr qui pour annoncer un récent clip, reprend par exemple les codes du site dans une vidéo.

### Marketing lié à l'épidémie de covid-19
Lors du confinement de 2020 en France dû à la pandémie Covid-19, le groupe propose certains de ses films en visionnage gratuit. Les différents sites du groupe enregistrent alors entre 30 % et 40 % de fréquentation en plus, d’après des graphiques d’audience que Le Monde a pu consulter, après un pic gigantesque entre le 16 et le 19 mars 2020.

### Diversification
L'entreprise serait victime d'un piratage massif de ses vidéos ; elle explique que sa rentabilité n'est possible que grâce à la diversification de ses activités, en complément de la trentaine de sites de vidéo à la demande qu'elle anime et qui représenteraient 57 % du chiffre d'affaires en 2017. Cette diversification passe par un site de rencontres, des soirées en boîtes de nuit, des sex-shops, des sites de webcams et autres produits dérivés,.

### Une chaîne de télévision
En novembre 2019, le groupe acquiert la maison Colmax et sa filiale hollandaise qui diffuse une chaîne de télévision pour adultes chez les principaux opérateurs français : Orange, SFR, Numericable et Canal+. En parallèle, Jacquie et Michel annonce le lancement de sa propre chaîne de télévision en France et à l'international, notamment en Belgique et en Suisse pour 2020[réf. nécessaire].
Le 3 mars 2020, le groupe diffuse sa chaîne en Belgique sur Voo,.
Le 23 juin 2020, la chaîne JMTV est lancée en exclusivité française sur les offres de Canal+, chaîne 222.

### Un réseau social
En avril 2020, le groupe lance MerciFans, un réseau social pour adultes initialement prévu pour mai mais dont le lancement a été avancé afin de soutenir les travailleurs du sexe en leur reversant l'intégralité des commissions. MerciFans est une plateforme sociale qui permet à ses utilisateurs de monétiser leurs contenus à l'unité ou par abonnement et qui propose aussi de réaliser des shows privés,,,.

### Une crypto-monnaie: le Jimizz
En janvier 2022, le groupe lance le Jimizz, une crypto-monnaie qui sera proposée sur tout l'écosystème Jacquie & Michel ainsi qu'à ses partenaires. Les enjeux étant multiples. La pression de Visa et Mastercard est de plus en plus forte sur l'industrie pornographique mondiale, c'est un moyen de se passer à terme du système de paiement dit traditionnel. L'entreprise veut aussi un moyen de reversement plus juste entre les différents maillons de la chaîne : créateurs, acteurs et investisseurs comme elle l'explique dans son whitepaper. Enfin, le groupe explique qu'il envisage aussi de participer au Métavers en fonction du succès ou non de son ICO.

## Controverses

### Controverses quant aux conditions de tournage
Le 15 mai 2015, le site de l'association Le Cabinet de Curiosité Féminine publie le témoignage de Léonarda Guinzburg qui relate la mauvaise expérience vécue lors du tournage d'une vidéo destinée à la diffusion sur Jacquie et Michel. Le 23 mai, le groupe Jacquie et Michel dément les accusations de Léonarda dans la presse. Le Nouvel Observateur publie un témoignage similaire, peu de temps après, d'une amatrice évoquant des pressions lors du tournage qui l'ont amenée à accepter des pratiques qu'elle avait initialement refusées. 
Plusieurs autres témoignages font état de pratiques sexuelles acceptées sous la contrainte, d'humiliations et de violences, ; le refus de consentement peut ne pas être pris en compte, les producteurs, qui livrent des vidéos à différentes sociétés, jugeant que ces conditions de travail des actrices sont inhérentes à l'activité pornographique,,,. 
Toutefois, les vidéos sont tournées par des producteurs indépendants, et non par Jacquie et Michel, où les réalisateurs sont très généralement respectueux en dehors des heures de tournage. Michel Piron affirme que les insultes proférées aux femmes, que lui-même a pratiquées quand il a endossé la casquette de réalisateur, relèvent du marketing, et que « souvent c'est un plaisir pour [la femme] » ; de même, « les tartes dans la gueule, ce sont les filles qui aiment ça ! C’est du SM. Il y a une sorte de domination avec les tartes dans la gueule ou une tarte sur le cul... » Cette déclaration fait suite à plusieurs témoignages, dont celui d'une jeune fille désargentée ayant postulé pour tourner sans savoir à quoi s'attendre, et qui se dit « marquée au fer rouge » par cette expérience : les claques reçues n'avaient pas été annoncées ; elle n'a accepté des pratiques sexuelles violentes qui lui étaient imposées uniquement après qu'on lui eut promis plus d'argent ; ses demandes de faire la pause promise en cas de douleurs trop fortes auraient été ignorées ; elle dit avoir été transformée en femme-sandwich sous les gifles incessantes pour l'obliger à répéter le slogan « Merci qui ? ».

### Controverses sur l'anonymat et les demandes de retrait des vidéos
Fin 2015, Canal + consacre un reportage à la marque. Une quinquagénaire y explique comment, malgré les promesses de floutage de son visage dans l'extrait gratuit — qui ont été scrupuleusement respectées selon le producteur —, sa vie a été détruite en raison d'une large diffusion de la vidéo entière non floutée sur des sites pirates.
En juin 2018, la presse relate la mésaventure d'une jeune femme apparaissant dans une vidéo, et sa difficulté à la faire ensuite retirer. La jeune femme évoque une « période assez noire » de sa vie, une détresse financière, des promesses non tenues sur le montant du cachet, et sur son anonymat. Le producteur aurait répondu avoir perdu le contrat, et aurait exigé différentes sommes (2 000, 4 000, ou 6 000 euros) pour retirer la vidéo. Le responsable communication parle de montants ubuesques et réitère le fait que l'actrice aurait dû les contacter directement à la suite de ses échanges avec le producteur, l'entreprise J&M se disant prête à prendre la défense des actrices contre les producteurs malhonnêtes. 
En février 2019, le journaliste Robin d'Angelo revient sur les conditions de tournage des vidéos, plusieurs actrices évoquant des situations personnelles difficiles, voire des pressions. Surtout, il expose « un montage délibérément opaque » dans lequel les contrats sont signés entre les actrices et des producteurs, situation que le site Jacquie et Michel invoque pour se dédouaner de toute responsabilité, et ne pas donner suite aux demandes de retrait. Cette position est celle que le site défendait déjà en 2015, se présentant comme une simple plate-forme de diffusion, à la manière de YouTube, et qu'il ne tolérait aucun abus des producteurs indépendants.
Cependant, le statut de « producteur exécutif » sous lequel opèrent les prestataires laisserait la responsabilité au site Jacquie et Michel. Le schéma global répondrait à une « volonté de ne pas être totalement transparent », selon l'avocat Éric Morain, et le plus dur serait d’« identifier les responsables légaux » dont ni le nom ni les coordonnées n'apparaissent en ligne. Une fois identifiés, les responsables de Jacquie et Michel accéderaient rapidement aux demandes.

## Enquête préliminaire
Dorcel et Jacquie & Michel sont concernés par une affaire tentaculaire de violences sexuelles dans le milieu de la pornographie.

### Accusations de viols et proxénétisme

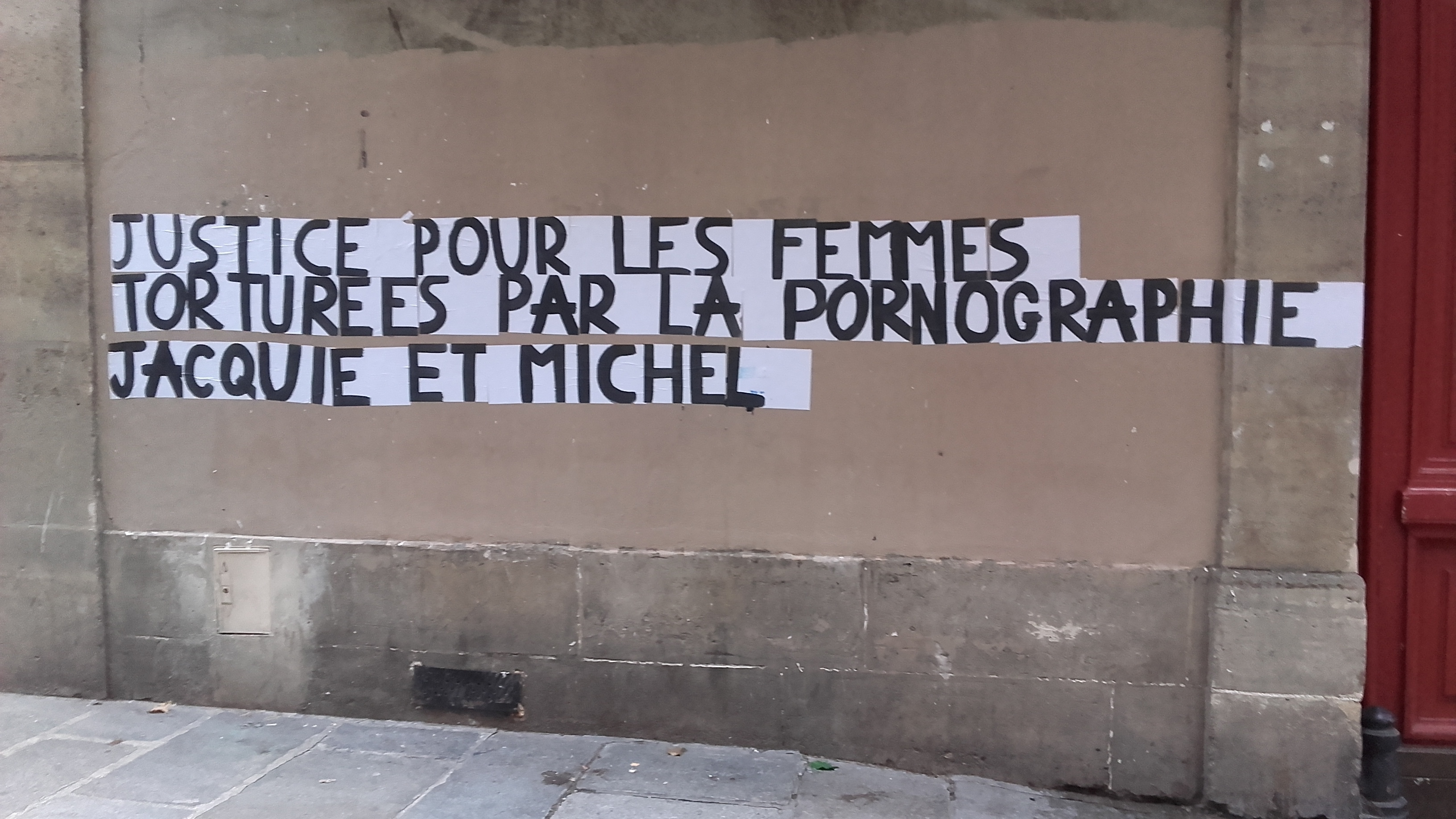
Collage féministe dans le Quartier latin en 2020, affichant « Justice pour les femmes torturées par la pornographie Jacquie et Michel ».

Le 10 juillet 2020, le parquet de Paris annonce que le site de vidéos Jacquie et Michel est visé par une enquête pour viols et proxénétisme. Cette procédure est confiée à la police judiciaire parisienne, le 10 juillet, sur la base d'un signalement adressé en février par trois associations féministes, qui relayaient les témoignages d'actrices assurant avoir été contraintes à des « pratiques sexuelles « hors normes et douloureuses » alors qu'elles n'étaient pas consentantes »,,. Des témoignages sont publiés dans la presse. Selon l'AFP, plusieurs dizaines de femmes se seraient tournées vers des avocats depuis le début de l'enquête, quelques-unes pour des viols ou des violences sexuelles, la grande majorité pour obtenir le retrait des vidéos, dont elles n'avaient pas anticipé les répercussions sur leur vie. La plate-forme, en tant que diffuseur, rejette toute responsabilité sur les producteurs. Me Cellupica, avocat du groupe, exprime même la possibilité que l'entreprise Jacquie et Michel se porte partie civile contre les producteurs indépendants qui seraient mis en cause si les faits étaient avérés. 
En novembre 2020, le groupe publie à destination des producteurs français une charte éthique et déontologique afin de protéger les participants des vidéos qu'il est susceptible de diffuser et distribuer. Selon les termes de cette charte, applicable à l'ensemble des entités du groupe, les producteurs s'engagent à informer les participants qu'ils peuvent refuser n'importe quelle pratique sexuelle et à respecter leur choix en la matière. Le groupe explique qu'il ne distribuera « aucune production qui ne respecterait pas tout ou partie de la présente charte et rompra immédiatement toute relation commerciale avec le responsable au premier manquement dûment constaté ».
En juin 2022, Michel Piron, le propriétaire de la marque ainsi que quatre autres personnes dont son épouse, un acteur et deux réalisateurs, sont placés en garde à vue dans le cadre de l'enquête pour viols et proxénétisme,,. Le 17 juin 2022, Michel Piron est mis en examen pour complicité de viol et traite d'être humain en bande organisée,. À la suite de cette mise en examen, qui touche aussi 3 autres personnes pour les chefs de viols, complicité de viol, proxénétisme en bande organisée et traite d'être humain en bande organisée, dont l'une pour complicité de viol avec acte de torture et de barbarie, Canal+ cesse de diffuser les films pornographiques de la chaîne, et Michel Piron démissionne de ses fonctions de dirigeant. 
À la mi-novembre 2024, après plus de quatre ans et demi d'enquête, Michel Piron obtient du juge d'instruction que son statut de mis en examen soit revu pour un statut plus favorable, celui de  témoin assisté. Le juge considère malgré l'expertise psychologique sur le « niveau de sidération » d'une plaignante que le visionnage de la vidéo « ne permettait pas de discerner de signes évidents d’absence de consentement » ,. Il avait déjà vu sa mise en examen en partie annulée en mai 2024 après que les investigations n'ont pas permis « d’affermir ni de corroborer le soupçon » de la plaignante d’avoir été « piégée », selon une source judiciaire. Il n'est plus poursuivi,. 

### Affaire French Bukkake
Parallèlement, deux producteurs travaillant pour la marque, mais aussi pour son principal concurrent, Marc Dorcel, sont mis en examen pour viol, proxénétisme aggravé et blanchiment de proxénétisme aggravé, blanchiment de fraude fiscale, traite d’êtres humains aggravée, diffusion de l’enregistrement d’images relatives à la commission d’une atteinte volontaire à l’intégrité de la personne et exécution d’un travail dissimulé. Ils sont placés en détention préventive le 17 octobre 2020. Selon l'ancien directeur général de Jacquie & Michel, en 2018, le premier, Pascal Ollitrault, dit « Pascal OP » (prononcé [paskalope]), dont le site French Bukkake est fermé dans la foulée, ne travaillait pour la marque que de façon clandestine, lorsqu'il parvenait à convaincre une fille de tourner : il n'apparaissait plus dans les vidéos comme acteur, ni dans les génériques, en raison de sa mauvaise image, qui risquait de rejaillir sur celle de la marque. Le second producteur, Mathieu Lauret dit « Mat Hadix », était le principal producteur de la marque depuis 2013, et s'était vu à partir de 2015 confier l'organisation des soirées en discothèque. En 2017, un article de Jacquie & Michel Le Mag le présente comme « l’incontournable ambassadeur de la marque » Selon les témoignages, les deux hommes partageaient leur matériel et leurs décors, de sorte que les actrices ne savaient pas toujours pour qui elles tournaient.
De graves atteintes au consentement pour des scènes dégradantes et très violentes sont mentionnées par les plaignantes, soutenues par le mouvement du Nid, et le réquisitoire du Parquet ferait état de viols répétés, de mensonges et intimidations, de l'utilisation de drogues quelquefois à leur insu, de tests VIH falsifiés, et de racket pour retirer les vidéos pornographiques. Deux autres personnes, un assistant cadreur et un rabatteur — se faisant passer pour une femme sur Facebook afin de manipuler à long terme les cinq plaignantes et les amener à accepter des tournages —, sont aussi mis en examen et placés sous contrôle judiciaire. Ils seront suivis en 2021 par quatre acteurs ayant participé aux bukkakes et gang bangs non consentis, reconnaissant, eux aussi, devant les enquêteurs avoir commis des viols. Les deux producteurs nient les faits qui leur sont reprochés. Plus d'une cinquantaine de victimes sont identifiées et 17 personnes mises en examen, pour « viol en réunion », « traite aggravée d’êtres humains », « proxénétisme aggravé », « blanchiment », « travail dissimulé » et « diffusion de l’enregistrement d’images relatives à la commission d’une atteinte volontaire à l’intégrité de la personne ».
Michel Piron, qui « conteste formellement » les charges de proxénétisme et traite d'être humain, n’est pas mis en cause dans l'affaire « French bukkake ». Les sites J&M n'ayant jamais diffusé de vidéos de cette affaire. En revanche, lors des investigations, les enquêteurs soulignent que son rôle n'était pas seulement de diffuser les vidéos pour ses plateformes, il aurait pu valider des casting et financer des tournages. C'est en effet ce que suggèrent de nombreux messages WhatsApp ou SMS révélés par l'enquête.
Ni Dorcel, ni Jacquie et Michel ne sont concernés lors de la mise en accusation.